# Похвальский, Юзеф Каспар

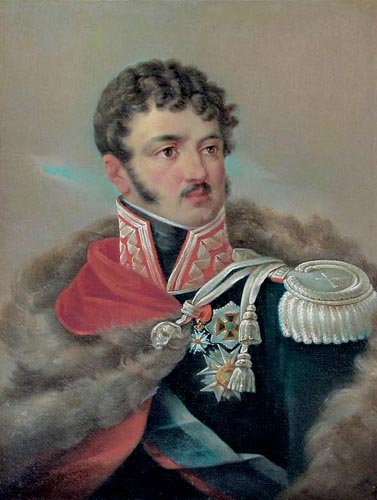
Портрет князя Ю. Понятовского. 1865 г.

Юзеф Каспар Похвальский (пол. Józef Kasper Pochwalski; 5 марта 1816, Станёнтки (ныне гмина Неполомице в Величском повяте, Малопольского воеводства Польши) — 2 июля 1875, Краков) — польский художник, реставратор и консерватор произведений искусства.

## Биография
Одним из представителей семьи потомственных краковских художников Похвальских. Сын Каспера Аполинария Похвальского. Отец художников Казимира Похвальского и Владислава Похвальского.
Обучался в краковской Инженерной школе (1836—1837), где учился рисованию у Яна Непомука Бизаньского.
За участие в Краковском восстании 1846 года был арестован и некоторое время находился в тюрьме. Во время заключения вырезал деревянные ложки, украшенные патриотическими символами, которые и поныне сберегаются в бенедиктинском женском монастыре в Станёнтках.
С конца 1840-х годов жил и творил в Кракове.
Член краковского цеха художников.
Похоронен на Раковицком кладбище в Кракове.

## Творчество
Основные работы художника относятся к станковой живописи. Занимался реставрацией и росписью костёлов.